# Aiolopus markamensis
Aiolopus markamensis är en insektsart som beskrevs av Yin, X.-c. 1984. Aiolopus markamensis ingår i släktet Aiolopus och familjen gräshoppor. Inga underarter finns listade i Catalogue of Life.